# Diga di Pedra 'e Othoni
La diga di Pedra 'e Othoni è uno sbarramento artificiale situato in territorio di Dorgali, provincia di Nuoro.
L'opera, realizzata tra il 1964 e il 1994 e collaudata il 29 aprile 1999, è una diga a gravità in materiali sciolti, di pietrame, con manto di tenuta di materiali artificiali che interrompendo il corso del fiume Cedrino dà origine all'omonimo lago; comprese le fondamenta ha un'altezza di 81,70 metri e sviluppa un coronamento di 129,70 metri a 301 metri sul livello del mare.

Alla quota di massimo invaso, prevista a m 127,50 s.l.m., il bacino generato dalla diga ha una superficie dello specchio liquido di circa 7,810 km² mentre il suo volume totale è calcolato in 117 milioni di m³. La superficie del bacino imbrifero direttamente sotteso risulta pari a 628 km².
I lavori iniziarono nel 1964, sotto la direzione dell'ing. Giancarlo Tomasi. Nelle Foto Aeree del '77 si vede già il nuovo ponte di Iriai costruito. Durante i lavori, vennero aggiunte diverse componenti inizialmente non previste, fra cui ampi scarichi a quote progressivamente maggiori, in modo che non si possano verificare sfiori dello sbarramento neanche in caso di piene epocali. 
L'impianto, di proprietà della Regione Sardegna, fa parte del sistema idrico multisettoriale regionale ed è gestito dall'Ente acque della Sardegna.

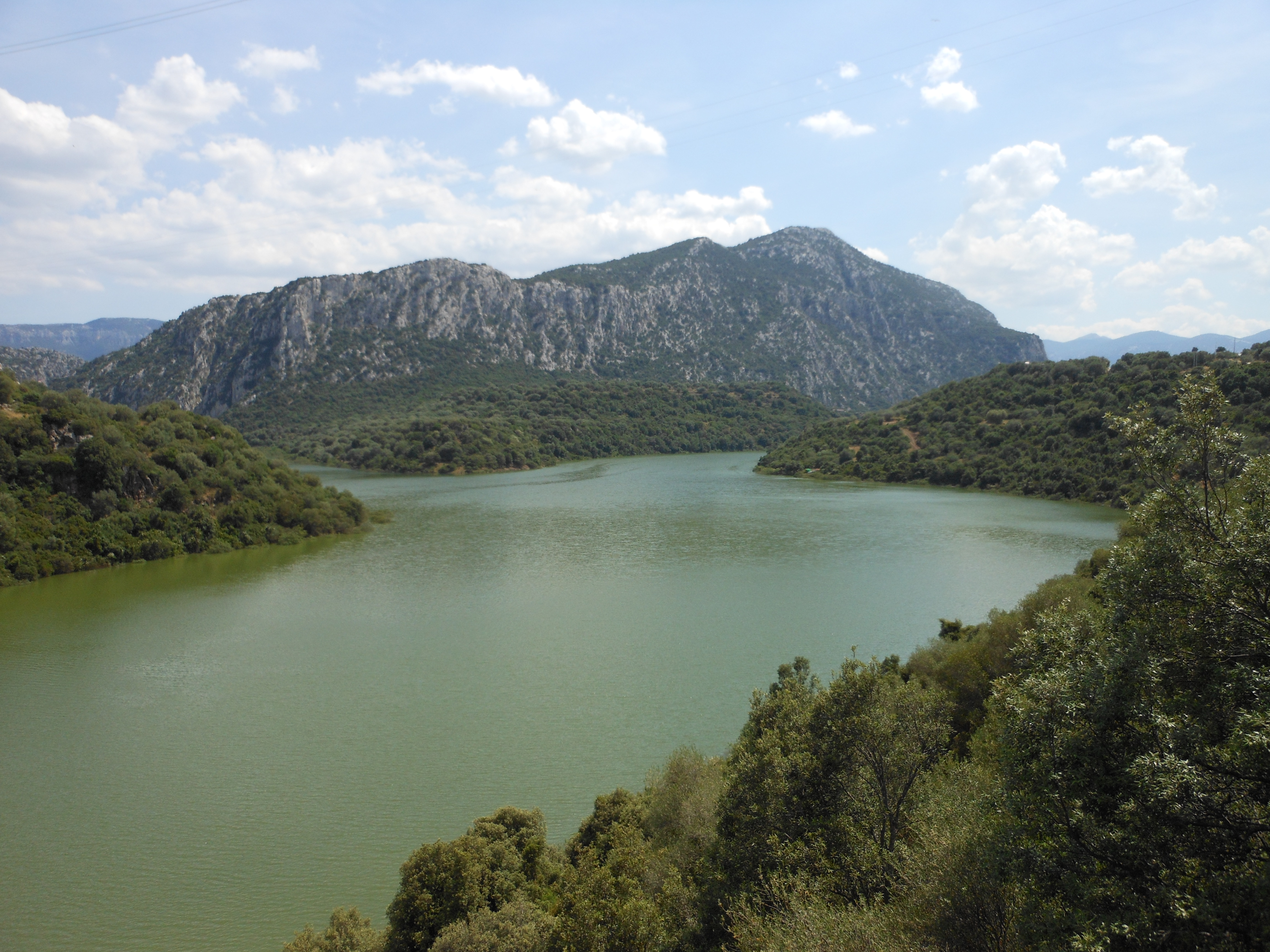
Il lago Cedrino